# Алексиначки Рудник
Алексиначки Рудник је градско насеље у Србији у општини Алексинац у Нишавском управном округу. Према попису из 2022. било је 1.014 становника.

## Геологија лежишта
Угаљ је у овом басену откривен крајем седамдесетих или почетком осамдесетих година 19. века, а по први пут нешто више детаља о угљу код Алексинца сазнајемо из првог броја гласника рударског одељења, објављеног 1892. године.
Геолошки састав палеорељефа и обода басена представљен је кристаластим шкриљцима. Преко палеорељефа леже седименти терцијере доњомиоценске старости и хетерогеног састава, са неколико литолошких чланова.

## Рударске активности
У оквиру алексиначког басена угљени слојеви по пружању избијају на површину у дужини од око осам километара. дуж изданачке линије угљени слој је отворен са осам окана, а угаљ откопаван више од сто година. од Алексинца најближе окно било је удаљено око четири километра према западу, а најудаљеније једанаест километара северно, код села Суботинца.
Иако се лежиште налази веома близу главних саобраћајница, а лежишни услови веома повољни, рудник је петнаест година од добијања повластице, слабо радио. у том периоду, иако су постојали реални услови, покушаја да се формира рудник и организује нормална експлоатација није било. Ручно и без механизације откопан угаљ, и до железничке станице Житовац, удаљене од рудника око пет километара, превожен је запрежним колима. Највећи део произведеног угља апел је користио као погонско гориво у својој пивари. Већа производња угља у Алексинцу забележена је тек 1985. године (1.245 тона), да почетком 20. века достигне око 5.000 тона.
Захваљујући значајним инвестицијама у рудничке објекте и механизацију, алексиначки рудник је 1906. године произвео око 40.000, следеће (1907) око 50.000, а 1908. нешто више од 60.000 тона.Године 1911. Алексинац је дао тржишту читавих 70.000 тона угља, што је до тада за алексиначки рудник била и рекордна производња, али је већ 1912. пала на 51.000 тона.
Упоредо са повећањем производње у Алексинцу је повећан и број радника. Од првобитних 50 радника, 1903. године рудник је већ запошљавао 207 радника, а како се производња повећавала у руднику је радило све већи број радника, тако да је средином прве деценије 20. века број радника повећан на око 300 запослених.

## Производња и продаја угља
| Година | Продаја ван земље | Продајне вредност, дин. |
| ------ | ----------------- | ----------------------- |
| 1903   | У Турску          | 136,097                 |
| 1904   | У Уг. и Тур.      | -                       |
| 1905   | У Уг. и Тур.      | -                       |
| 1906   | У Уг. и Тур.      | Пример                  |
| 1907   | У Буг. и Тур.     | Пример                  |
| 1908   | У Буг. и Тур.     | Пример                  |
| 1909   | -                 | Пример                  |
| 1910   | У Буг. и Тур.     | Пример                  |

## Историја
Јован Апел, индустријалац немачког порекла добија 1883. године заједно са београдским лекаром Ђорђем Димитријевићем, повластицу за вађење угља на површини од 950 хектара названу Краљевац (по селу Краљеву где је пронађен угаљ). Прве тоне руде послужиле су као погон за његову пивару. 1902-е продаје рудник сматрајући га трошком јер је конкуренција сувише велика. Власник постаје белгијски инжињер Емил Фромонт, а директор је био Прим Арнолд. У току Првог светског рата рудник заузимају Немци. Немци су ухапсили и послали Прима Арнолда у затвор. После ослобођења Србије он се враћа и остаје у Алексинцу све до национализације рудника 1946-е године.
Насеље има неколико споменика "Споменик рудару борцу" испред Дома културе, споменик рударски вагон о оснивању рудника, као и споменик народним херојима Божанић Петру и Станићу Сими.
Петар Божанић је рођен 1911. у Тушевићима у Лици, у радничкој породици. На Алексиначки Рудник као илегални радник комунистичке партије долази први пут 1936-е године, промовишући социјалистичке идеје. Био је међу оснивачима Озренског одреда и погинуо је у борбама за ослобођење Бора 1944. године. Његов колега Станић Сима (рођен 1915. у селу Бриње у Лици) сакупљао муницију и санитетски материјал за одред. Био је рудар у руднику од 1936. године, а погинуо је у борби против Немаца код села Сиколе у близини Неготина 1944. Једна од улица на Алексиначком Руднику носи име "Божанић Станић" по њима двојици. Осим њих двојице, књига "Страдања народа алексиначког поморавља од 1941-1945" групе историчара међу којима је Зоран Стевановић, наводи још тројицу рудара страдалих у народноослободилачкој борби:Косовац Миливоје из Рутевца погинуо 1944, Крајцер Максимилијан Марко, избеглица из Словеније, са тајним партизанским именом "Звонко", стрељан септембра 1942. на Бубању код Ниша, и Михајловић Радомир (1922-1945) погинуо код Градаца у НОБ-у.
Једна од улица у насељу носи име "Бане Савић" по првом секретару КПЈ Ал.Рудника. По писању новина "Реч рудара" (лист Алексиначких Рудника), Бане је потицао из сељачке породице у околини Брадарца, погинуо је маја 1942. извршавајући акције КПЈ-а, и на централној радионици стоји мермерна плоча њему у помен (сада у оквиру фабрике "Механика").

## Рударске несреће
У књизи "Историја Алексинца и околине од 1918-1941" историчара Зорана Стевановића, поред података о оснивању и производњи и власништву рудника, наводе се и подаци о првим несрећама у руднику.
30.9.1923. дошло је до експлозије у којој је 10 рудара изгубило живот, а око тридесет је повређено, штампа је овај догађај описала насловом "робуј и умри".
На окну "Свети Александар" у пожару од загушљивих гасова 27.7.1940. погинуло је 11 рудара.
1985. у изолованој несрећи погинуо је један рудар, када га је камен пригњечио у јами. Имао је супругу, двоје деце и треће на путу.
Дана 17. новембра 1989. године десила се једна од највећих рударских несрећа у историји СФРЈ, када је погинула цела прва смена од 90 рудара. Након тога рудник је затворен у пролеће 1990. године и престао је са радом.
У несрећи у руднику Соко у Сокобањи 1.4.2022. дошло је до несреће у којој је погинуло 8, а повређено тридесет рудара. У питању је била смена алексиначких рудара, и шесторица погинулих била су из Алексинца. Један од погинулих је био Бојан Стајић (1988-2022) младић са Алексиначког Рудника, који је погинуо месец дана након рођења свог сина. Њему је на згради Дома културе Ал.Рудник, нацртан мурал.

## Спорт и култура
Алексиначки Рудник има свој сопствени фудбалски клуб "Рудар" и стадион. Дом културе садржи бисокопску салу, као и библиотеку "Вук Караџић" са око 15 хиљада књига.

## Демографија
У насељу Алексиначки Рудник живи 1147 пунолетних становника, а просечна старост становништва износи 37,5 година (36,1 код мушкараца и 39,0 код жена). У насељу има 574 домаћинства, а просечан број чланова по домаћинству је 2,56.
Ово насеље је углавном насељено Србима (према попису из 2002. године), а у последња три пописа, примећен је пад у броју становника.
|             | \| Демографија[5] \| Демографија[5] \| Демографија[5] \| \| Година \| Становника \| Становника \| \| -------------- \| -------------- \| -------------- \| \| 1948. \| 1.074 \| \| \| 1953. \| 2.151 \| \| \| 1961. \| 2.461 \| \| \| 1971. \| 1.961 \| \| \| 1981. \| 1.927 \| \| \| 1991. \| 1.645 \| 1.629 \| \| 2002. \| 1.467 \| 1.481 \| \| 2011. \| 1.293 \| \| |            |
| Демографија | |            |
| Година      | Становника | Становника |
| 1948.       | 1.074 |            |
| 1953.       | 2.151 |            |
| 1961.       | 2.461 |            |
| 1971.       | 1.961 |            |
| 1981.       | 1.927 |            |
| 1991.       | 1.645 | 1.629      |
| 2002.       | 1.467 | 1.481      |
| 2011.       | 1.293 |            |

| Етнички састав према попису из 2002.‍ | Етнички састав према попису из 2002.‍ | Етнички састав према попису из 2002.‍ | Етнички састав према попису из 2002.‍ | Етнички састав према попису из 2002.‍ |
| ------------------------------------ | ------------------------------------ | ------------------------------------ | ------------------------------------ | ------------------------------------ |
|                                      |                                      |                                      |                                      |                                      |
| Срби                                 | Срби                                 |                                      | 1.231                                | 83,91%                               |
| Роми                                 | Роми                                 |                                      | 75                                   | 5,11%                                |
| Муслимани                            | Муслимани                            |                                      | 41                                   | 2,79%                                |
| Југословени                          | Југословени                          |                                      | 19                                   | 1,29%                                |
| Македонци                            | Македонци                            |                                      | 15                                   | 1,02%                                |
| Црногорци                            | Црногорци                            |                                      | 13                                   | 0,88%                                |
| Словенци                             | Словенци                             |                                      | 10                                   | 0,68%                                |
| Бугари                               | Бугари                               |                                      | 6                                    | 0,40%                                |
| Хрвати                               | Хрвати                               |                                      | 3                                    | 0,20%                                |
| Албанци                              | Албанци                              |                                      | 3                                    | 0,20%                                |
| Мађари                               | Мађари                               |                                      | 2                                    | 0,13%                                |
| Русини                               | Русини                               |                                      | 1                                    | 0,06%                                |
| Бошњаци                              | Бошњаци                              |                                      | 1                                    | 0,06%                                |
| непознато                            | непознато                            |                                      | 17                                   | 1,15%                                |

| \| \| м \| \| \| ж \| \| ? \| 6 \| \| \| 2 \| \| 80+ \| 4 \| \| \| 7 \| \| 75—79 \| 5 \| \| \| 21 \| \| 70—74 \| 38 \| \| \| 35 \| \| 65—69 \| 42 \| \| \| 50 \| \| 60—64 \| 24 \| \| \| 34 \| \| 55—59 \| 32 \| \| \| 33 \| \| 50—54 \| 54 \| \| \| 50 \| \| 45—49 \| 49 \| \| \| 52 \| \| 40—44 \| 62 \| \| \| 64 \| \| 35—39 \| 54 \| \| \| 62 \| \| 30—34 \| 63 \| \| \| 38 \| \| 25—29 \| 43 \| \| \| 52 \| \| 20—24 \| 71 \| \| \| 41 \| \| 15—19 \| 71 \| \| \| 60 \| \| 10—14 \| 56 \| \| \| 55 \| \| 5—9 \| 41 \| \| \| 37 \| \| 0—4 \| 31 \| \| \| 28 \| \| Просек : \| 36,1 \| \| \| 39,0 \| |      |  |  |      |
| |      |  |  |      |
| | м    |  |  | ж    |
| ? | 6    |  |  | 2    |
| 80+ | 4    |  |  | 7    |
| 75—79 | 5    |  |  | 21   |
| 70—74 | 38   |  |  | 35   |
| 65—69 | 42   |  |  | 50   |
| 60—64 | 24   |  |  | 34   |
| 55—59 | 32   |  |  | 33   |
| 50—54 | 54   |  |  | 50   |
| 45—49 | 49   |  |  | 52   |
| 40—44 | 62   |  |  | 64   |
| 35—39 | 54   |  |  | 62   |
| 30—34 | 63   |  |  | 38   |
| 25—29 | 43   |  |  | 52   |
| 20—24 | 71   |  |  | 41   |
| 15—19 | 71   |  |  | 60   |
| 10—14 | 56   |  |  | 55   |
| 5—9 | 41   |  |  | 37   |
| 0—4 | 31   |  |  | 28   |
| Просек : | 36,1 |  |  | 39,0 |

| Година пописа     | 1948. | 1953. | 1961. | 1971. | 1981. | 1991. | 2002. |
| ----------------- | ----- | ----- | ----- | ----- | ----- | ----- | ----- |
| Број домаћинстава | 651   | 863   | 1.107 | 647   | 580   | 520   | 574   |

| Број чланова      | 1   | 2   | 3  | 4   | 5  | 6  | 7 | 8 | 9 | 10 и више | Просек |
| ----------------- | --- | --- | -- | --- | -- | -- | - | - | - | --------- | ------ |
| Број домаћинстава | 164 | 146 | 99 | 128 | 23 | 11 | 3 | 0 | 0 | 0         | 2,56   |

| Пол    | Укупно | Неожењен/Неудата | Ожењен/Удата | Удовац/Удовица | Разведен/Разведена | Непознато |
| ------ | ------ | ---------------- | ------------ | -------------- | ------------------ | --------- |
| Мушки  | 618    | 242              | 327          | 28             | 20                 | 1         |
| Женски | 601    | 134              | 329          | 105            | 32                 | 1         |
| УКУПНО | 1.219  | 376              | 656          | 133            | 52                 | 2         |

| Пол    | Укупно                    | Пољопривреда, лов и шумарство | Рибарство                            | Вађење руде и камена | Прерађивачка индустрија       |
| ------ | ------------------------- | ----------------------------- | ------------------------------------ | -------------------- | ----------------------------- |
| Мушки  | 317                       | 5                             | 0                                    | 56                   | 145                           |
| Женски | 128                       | 8                             | 0                                    | 5                    | 42                            |
| Укупно | 445                       | 13                            | 0                                    | 61                   | 187                           |
|        |                           |                               |                                      |                      |                               |
| Пол    | Производња и снабдевање   | Грађевинарство                | Трговина                             | Хотели и ресторани   | Саобраћај, складиштење и везе |
| Мушки  | 0                         | 51                            | 16                                   | 1                    | 9                             |
| Женски | 0                         | 0                             | 19                                   | 21                   | 1                             |
| Укупно | 0                         | 51                            | 35                                   | 22                   | 10                            |
|        |                           |                               |                                      |                      |                               |
| Пол    | Финансијско посредовање   | Некретнине                    | Државна управа и одбрана             | Образовање           | Здравствени и социјални рад   |
| Мушки  | 3                         | 2                             | 14                                   | 3                    | 2                             |
| Женски | 0                         | 3                             | 1                                    | 9                    | 16                            |
| Укупно | 3                         | 5                             | 15                                   | 12                   | 18                            |
|        |                           |                               |                                      |                      |                               |
| Пол    | Остале услужне активности | Приватна домаћинства          | Екстериторијалне организације и тела | Непознато            | Непознато                     |
| Мушки  | 3                         | 0                             | 0                                    | 7                    | 7                             |
| Женски | 1                         | 0                             | 0                                    | 2                    | 2                             |
| Укупно | 4                         | 0                             | 0                                    | 9                    | 9                             |